# Liste der Bodendenkmäler in Zell (Oberpfalz)
Auf dieser Seite sind die Bodendenkmäler in der Oberpfälzer Gemeinde Zell zusammengestellt. Diese Tabelle ist eine Teilliste der Liste der Bodendenkmäler in Bayern. Grundlage ist die Bayerische Denkmalliste, die auf Basis des Bayerischen Denkmalschutzgesetzes vom 1. Oktober 1973 erstmals erstellt wurde und seither durch das Bayerische Landesamt für Denkmalpflege geführt wird. Die folgenden Angaben ersetzen nicht die rechtsverbindliche Auskunft der Denkmalschutzbehörde.

## Bodendenkmäler der Gemeinde Zell

### Bodendenkmäler in der Gemarkung Beucherling
| Lage                   | Objekt | Akten-Nr.     | Bild |
| ---------------------- | --- | ------------- | ---- |
| Beucherling (Standort) | Mittelalterlicher Burgstall mit der katholischen Neben- und ehemalige Burgkapelle St. Margaretha in Oberraning. Siehe auch: St. Margaretha (Oberraning) und Burg Oberraning | D-3-6840-0049 |      |

### Bodendenkmäler in der Gemarkung Zell
| Lage            | Objekt | Akten-Nr.     | Bild |
| --------------- | --- | ------------- | ---- |
| Zell (Standort) | Archäologische Befunde im Bereich der mittelalterlichen Burgruine Lobenstein. Siehe auch: Burgruine Lobenstein (Oberpfalz) | D-3-6840-0045 |      |
| Zell (Standort) | Archäologische Befunde des Mittelalters und der frühen Neuzeit im Bereich des ehemaligen Hofmarkschlosses von Zell, darunter die Spuren von Vorgängerbauten bzw. älterer Bauphasen.                                                                 | D-3-6840-0046 |      |
| Zell (Standort) | Archäologische Befunde der abgegangenen mittelalterlichen und frühneuzeitlichen Kirche Mariä Himmelfahrt in Zell. | D-3-6840-0047 |      |
| Zell (Standort) | Archäologische Befunde im Bereich der ehemaligen katholischen Kirche St. Stephan in Hatzelsdorf, darunter die Spuren einer abgegangenen mittelalterlichen Burg. Siehe auch: St. Stephan (Hatzelsdorf) und Burgstall Hatzelsdorf                     | D-3-6840-0050 |      |
| Zell (Standort) | Archäologische Befunde des Mittelalters und der frühen Neuzeit im Bereich der katholischen Filialkirche St. Martin in Martinsneukirchen, darunter die Spuren von Vorgängerbauten bzw. älterer Bauphasen. Siehe auch: St. Martin (Martinsneukirchen) | D-3-6840-0051 |      |
| Zell (Standort) | Archäologische Befunde der frühen Neuzeit im Bereich der katholischen Filial- und Wallfahrtskirche St. Leonhard in Hetzenbach, darunter die Spuren von Vorgängerbauten bzw. älterer Bauphasen. Siehe auch: St. Leonhard (Hetzenbach)                | D-3-6840-0082 |      |
| Zell (Standort) | Siedlung des Frühmittelalters, Wüstung der frühen Neuzeit. | D-3-6840-0145 |      |